# Ресторан "Osteria Francescana" у Модени
Osteria Francescana је ресторан чији је власник и главни кувар Масимо Ботура, у Модени, Италија.
2018. године, William Reed Business Media прогласио је ресторан Osteria Francescana најбољим рестораном на свету те године у свом годишњем избору 50 најбољих ресторана на свету.

## Историја
Након што је завршио правни факултет, Масимо Ботура је отворио Osteria Francescana 1995. године. У годинама након отварања 1995, ресторан је скоро затворен јер су конзервативни локални становници били отпорни на Ботурин приступ италијанској кухињи који уништава традицију. Срећом, издржао је.
Просторије ресторана простиру се и око соба за ручавање, у оближњим зградама, где се налази пекара ресторана, кухиња, посластичарница, вински подрум, студио, гараже, вешерница. На зидовима соба за ручавање можете пронаћи слике Марија Шифана, Карла Бенвенутија, Ђулијана дела Касе и многих других, али и скулптуре попут „Пичонија“ Масима Кателана (излагао на Бијеналу у Венецији ’96). Ходник осветљен специјалним Нула лампама води вас до три собе са укупно 28 места за ручавање. Светлост је једноставна и на услузи Масимовој уметности и ремек-делима које воли да види око себе.

### Посебни пројекти
2016. године пар Ботура је покренуо Food for Soul, непрофитну организацију са мисијом да редефинише улогу традиционалних народних кухиња. У циљу борбе против отпада, пројекат узима вишак хране из ресторана и претвара је у хранљиве оброке за људе којима је потребна. „Са Food for Soul, ми не спасавамо свет нити хранимо целу планету“, каже супруга, Лара Гилмор. „Ми само радимо оно што знамо и шта можемо да урадимо да проширимо нашу поруку. Надам се да садимо семе које показује да је могуће чинити добро и да свако може нешто да уради ако се потруди.” До данас је организација направила 450.000 оброка, уштедивши преко 45 тона хране која би иначе отишла у отпад.
Пре две године Лара и њен супруг покренули су пројекат Il Tortellante који младе људе са посебним потребама учи како да праве тортелине. "Створили смо простор у коме 25 дивних младих људи могу бити креативни, научити како да праве тортелине и у том процесу преузети одговорности које могу довести до посла, прихода и идентитета.”

## Награде
2016. и 2018. године био је оцењен као најбољи ресторан на свету у 50 најбољих ресторана на свету. Био је то први италијански ресторан који је добио ову награду. Такође је био други најбољи у 2015. и трећи у 2013. и 2014. години.
Osteria Francescana је оцењена са три звездице у Мишелин водичу и држи прву позицију у италијанском водичу за храну l'Espresso - Ristoranti d'Italia оценом 20/20.
Према наводима из Мишелиновог водича: "Кухиња у овом ресторану је свакако врхунска. Јела су лагана и добро избалансирана са фокусом на додавање иновативних детаља традиционалним рецептима без претеране носталгије. Osteria Francescana још једном потврђује своје место међу најбољим интернационалним ресторанима, док шеф кухиње Ботура остаје кулинарски таленат признат широм света."

## У популарним медијима
Osteria Francescana је приказана као локација у ТВ серији Master of None, сезона 2, епизода 2.
Ресторан је такође представљен у сезони 1, епизоди 1 серије Chef's Table и сезони 2, епизоди 1 Somebody Feed Phil, обе оригиналне Нетфликс серије.